# Confederación Hidrográfica del Guadalquivir
La Confederación Hidrográfica del Guadalquivir (CHG) es el organismo responsable de la gestión del agua en la cuenca hidrográfica del Guadalquivir así como en las demarcaciones hidrográficas de Ceuta y de Melilla. Esta institución fue creada en 1927 como una entidad de derecho público con personalidad jurídica propia para administrar las aguas del Guadalquivir, cuya cuenca se extiende por las comunidades autónomas de Andalucía, Extremadura, Castilla-La Mancha, Murcia y la ciudad autónoma de Ceuta (embalse del Renegado y embalse del Infierno).
La Confederación Hidrográfica del Guadalquivir está adscrita a efectos administrativos al Ministerio para la Transición Ecológica y el Reto Demográfico, del que dependen como Organismo Autónomo con plena autonomía funcional.

## Funciones
- La elaboración del plan hidrológico de cuenca, así como su seguimiento y revisión.
- La administración y control del dominio público hidráulico.
- La administración y control de los aprovechamientos de interés general o que afecten a más de una comunidad autónoma.
- El proyecto, la construcción y explotación de las obras realizadas con cargo a los fondos propios del organismo, y las que les sean encomendadas por el Estado..
- Las que se deriven de los convenios con comunidades autónomas, corporaciones locales y otras entidades públicas o privadas, o de los suscritos con los particulares.

### Otras atribuciones
- El otorgamiento de autorizaciones y concesiones referentes al dominio público hidráulico, salvo las relativas a las obras y actuaciones de interés general del Estado, que corresponderán al Ministerio competente.
- La inspección y vigilancia del cumplimiento de las condiciones de concesiones y autorizaciones relativas al dominio público hidráulico.
- La realización de aforos, estudios de hidrología, información sobre crecidas y control de la calidad de las aguas.
- El estudio, proyecto, ejecución, conservación, explotación y mejora de las obras incluidas en sus propios planes, así como de aquellas otras que pudieran encomendárseles.
- La definición de objetivos y programas de calidad de acuerdo con la planificación hidrológica.
- La realización, en el ámbito de sus competencias, de planes, programas y acciones que tengan como objetivo una adecuada gestión de las demandas, a fin de promover el ahorro y la eficiencia económica y ambiental de los diferentes usos del agua mediante el aprovechamiento global e integrado de las aguas superficiales y subterráneas, de acuerdo, en su caso, con las previsiones de la correspondiente planificación sectorial.
- La prestación de toda clase de servicios técnicos relacionados con el cumplimiento de sus fines específicos y, cuando les fuera solicitado, el asesoramiento a la Administración General del Estado, comunidades autónomas, corporaciones locales y demás entidades públicas o privadas, así como a los particulares.

## Demarcación hidrográfica del Guadalquivir
La demarcación hidrográfica del Guadalquivir comprende el territorio de la cuenca hidrográfica del Guadalquivir, así como las cuencas hidrográficas que vierten al océano Atlántico desde el límite entre los términos municipales de Almonte, Palos de la Frontera y Lucena del Puerto (Torre del Loro) hasta la desembocadura del Guadalquivir, junto con sus aguas de transición. Las aguas costeras tienen como límite oeste la línea con orientación 213° que pasa por la Torre del Río de Oro, y como límite Este, la línea con orientación 244° que pasa por la Punta Camarón, en el municipio de Chipiona.
La cuenca hidrográfica del río Guadalquivir tiene una extensión de 57.527 km y se extiende por 12 provincias pertenecientes a cuatro comunidades autónomas, de las que Andalucía representa más del 90% de la superficie de la demarcación.
| Comunidad autónoma | Superficie geográfica(km²) | Superficie de en la cuenca (km²) | Relación superficie cuenca/Geog (%) | Participación en la cuenca (%) |
| ------------------ | -------------------------- | -------------------------------- | ----------------------------------- | ------------------------------ |
| Andalucía          | 87.268                     | 51.900                           | 59.47 %                             | 90.22 %                        |
| Castilla-La Mancha | 79.230                     | 4.100                            | 5.17 %                              | 7.13 %                         |
| Extremadura        | 41.602                     | 1.411                            | 3.39 %                              | 2.45 %                         |
| Región de Murcia   | 11.317                     | 116                              | 1.03 %                              | 0.20 %                         |
| TOTAL              | 219.417                    | 57.527                           | 26.22 %                             | 100.00 %                       |

La población de la demarcación del Guadalquivir asciende a 4.107.598 habitantes, según el padrón del Instituto Nacional de Estadística referido al año 2005.

## Actuaciones destacadas
Entre otras acciones, destaca su papel por salvar el Parque Nacional de Doñana, declarando sobreexplotados tres de los cinco acuíferos que le suministran agua.